# Collegio plurinominale Puglia - 01 (Camera dei deputati 2020)
Il collegio elettorale plurinominale Puglia - 01 è un collegio elettorale plurinominale della Repubblica italiana per l'elezione della Camera dei deputati.

## Territorio
Come previsto dalla legge n. 51 del 27 maggio 2019, il collegio è stato definito tramite decreto legislativo all'interno della circoscrizione Puglia.
Il collegio comprende la zona definita dai tre collegi uninominali Puglia - 01 (Foggia), Puglia - 02 (Cerignola) e Puglia - 03 (Andria) quindi le intere province di Foggia e di Barletta-Andria-Trani.

## XIX legislatura

### Risultati elettorali
|                               | Fratelli d'Italia                                       | 81 394  | 19,84 | 1 | 157 864 | 38,49 | 2 |  |  |
|                               | Forza Italia                                            | 52 030  | 12,69 | – | 157 864 | 38,49 | 2 |  |  |
|                               | Lega per Salvini Premier                                | 22 126  | 5,39  | – | 157 864 | 38,49 | 2 |  |  |
|                               | Noi Moderati                                            | 2 314   | 0,56  | – | 157 864 | 38,49 | 2 |  |  |
|                               | Movimento 5 Stelle                                      | 139 360 | 33,98 | 2 | 139 360 | 33,98 | 1 |  |  |
|                               | Partito Democratico - Italia Democratica e Progressista | 63 016  | 15,36 | – | 83 053  | 20,25 | – |  |  |
|                               | Alleanza Verdi e Sinistra                               | 9 668   | 2,36  | – | 83 053  | 20,25 | – |  |  |
|                               | +Europa                                                 | 7 742   | 1,89  | – | 83 053  | 20,25 | – |  |  |
|                               | Impegno Civico – Centro Democratico                     | 2 627   | 0,64  | – | 83 053  | 20,25 | – |  |  |
|                               | Azione - Italia Viva                                    | 18 045  | 4,40  | – | 18 045  | 4,40  | – |  |  |
|                               | Italexit                                                | 5 157   | 1,26  | – | 5 157   | 1,26  | – |  |  |
|                               | Italia Sovrana e Popolare                               | 3 734   | 0,91  | – | 3 734   | 0,91  | – |  |  |
|                               | Unione Popolare                                         | 2 949   | 0,72  | – | 2 949   | 0,72  | – |  |  |
| Totale                        | Totale                                                  | 410 162 | 100   | 3 | 410 162 | 100   | 3 |  |  |
|                               |                                                         |         |       |   |         |       |   |  |  |
| Voti non validi               | Voti non validi                                         | 15 353  | 3,61  |   |         |       |   |  |  |
| Votanti                       | Votanti                                                 | 425 515 | 53,91 |   |         |       |   |  |  |
| Elettori                      | Elettori                                                | 789 318 |       |   |         |       |   |  |  |
|                               |                                                         |         |       |   |         |       |   |  |  |
| Data: 25 settembre 2022       |                                                         |         |       |   |         |       |   |  |  |
| Fonte: Ministero dell'interno |                                                         |         |       |   |         |       |   |  |  |

### Eletti

#### Eletti nei collegi uninominali
Eletti nella coalizione di centro-destra (FdI - Lega - FI - NM)
     Eletti nel Movimento 5 Stelle
| Collegio uninominale | Eletto | Eletto              | Partito            |
| -------------------- | ------ | ------------------- | ------------------ |
| 1. Foggia            |        | Marco Pellegrini    | Movimento 5 Stelle |
| 2. Cerignola         |        | Giacomo Diego Gatta | Forza Italia       |
| 3. Andria            |        | Mariangela Matera   | Fratelli d'Italia  |

#### Eletti nella quota proporzionale
| Movimento 5 Stelle               | Fratelli d'Italia      |
| -------------------------------- | ---------------------- |
|                                  |                        |
| Carla Giuliano Giorgio Lovecchio | Giandonato La Salandra |

1. ↑  In data 04.09.2024 aderisce al gruppo FI-PPE.